# Orophea fusca
Orophea fusca är en kirimojaväxtart som beskrevs av William Grant Craib. Orophea fusca ingår i släktet Orophea och familjen kirimojaväxter. Inga underarter finns listade i Catalogue of Life.